# CQ-10 (航空機)
CQ-10 スノーグース
カリフォルニア州リバーサイドのマーチ空軍基地博物館に展示されているCQ-10A
（パラフォイルは装備されていない状態）
- 用途：無人航空機 (UAV)
- 分類：輸送機
- 製造者：MMIST
- 運用者： アメリカ合衆国（アメリカ特殊作戦軍）
- 初飛行：2001年4月
- 生産数：48（CQ-10A）
- 運用開始：2005年1月

CQ-10 スノーグース（SnowGoose,英語でハクガンの意）はカナダのMist Mobility Integrated Systems Technology(MMIST)社が開発した無人航空機(UAV)である。

## 概要
CQ-10 スノーグースはGPSによって制御されるパラフォイル式航空機（動力付きパラグライダー）である。

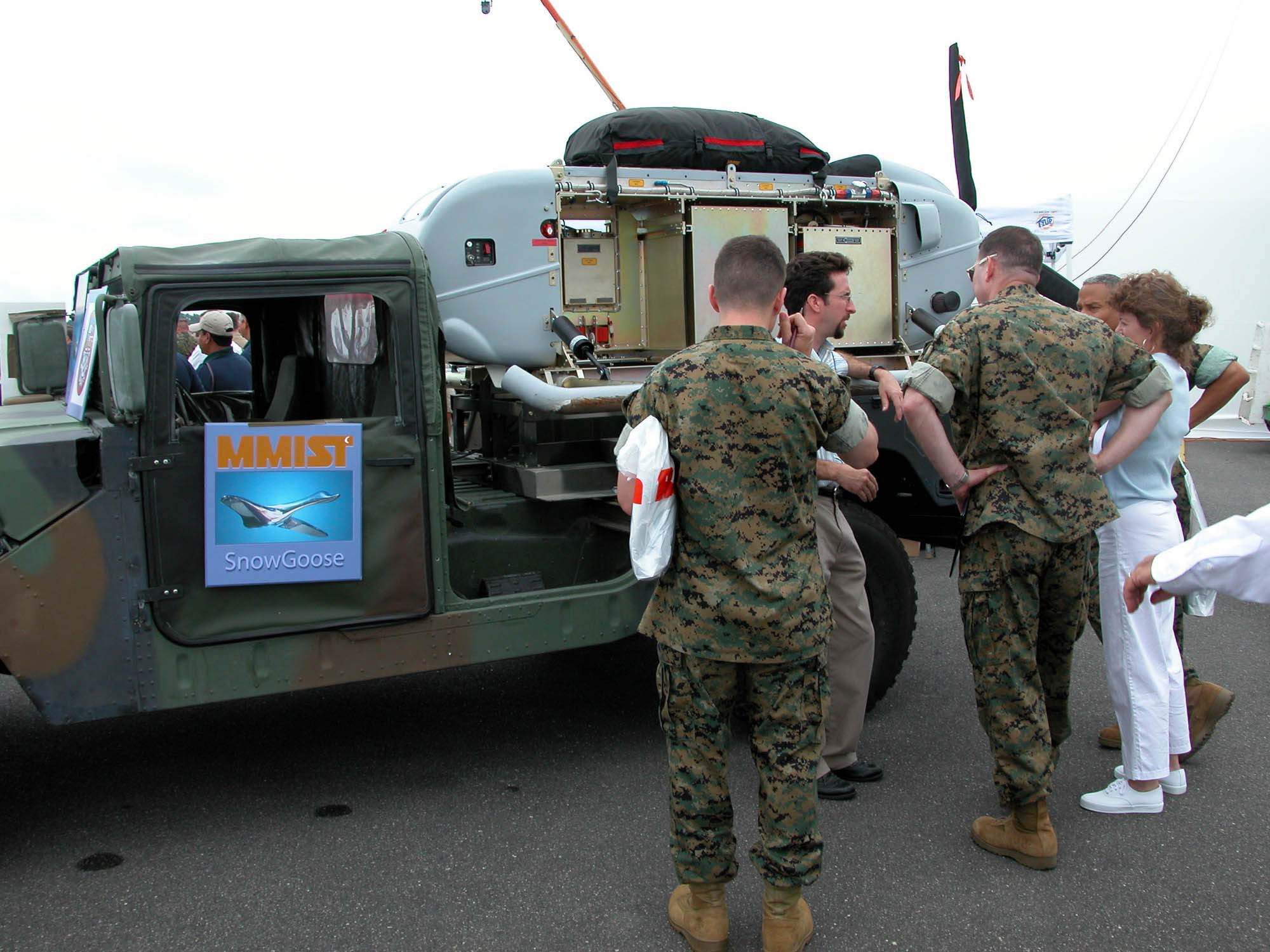
M998 HMMWVを用いた専用輸送車両に搭載されているCQ-10A

MMIST社製「シェルパ」誘導輸送システムの技術を応用しており、最大で272kg(600 lb)の搭載能力がある。実用最大高度は5,500m、速度は45～55km/hで、940kmの航続距離か、20時間の滞空能力があるとされる。事前に入力された目標地点に到達すると、その場所に着陸するか、高度30m（100フィート）より搭載した貨物を投下し帰投する。
自力での離陸はできず、航空機から空中投下された後にパラフォイルを展開して滑空、エンジンを始動して飛行するか、専用の架台が設けられた輸送車両（アメリカ軍では改装されたM998 HMMWV 四輪駆動軽汎用車が用いられている）に搭載し、輸送車が風上に向けて走行しながらパラフォイルを展開することにより、合成速度55km/h以上の状態を作ることによって発進できる。輸送車が速度55km/h以上で走行できる環境があるのであれば、無風でも発進できる。
スノーグースはもともと宣撫用のリーフレット散布を目的に設計されていたが、機体中央部に左右3区画、合計6区画のモジュラー式ベイが用意されており、燃料タンク、貨物室、各種センサー、放送装置もしくは通信中継装置などの各種モジュールを搭載可能で、それらを入れ替えることでさまざまな任務に対応できるようになっている。これにより、地上の特殊部隊に対し、ヘリコプターで直接着陸しての補給が難しい場合に輸送機からパラシュートで投下することで行っていた弾薬などの補給物資を、対象の部隊がいる場所にピンポイントで輸送することができるようになった。
CQ-10Aは2001年4月に原型機が初飛行し、2003年には最初の量産機が納入された。2005年1月にはアメリカ軍において初期作戦能力（IOC）を獲得しており、発注された48機のうち15機が納入されている。

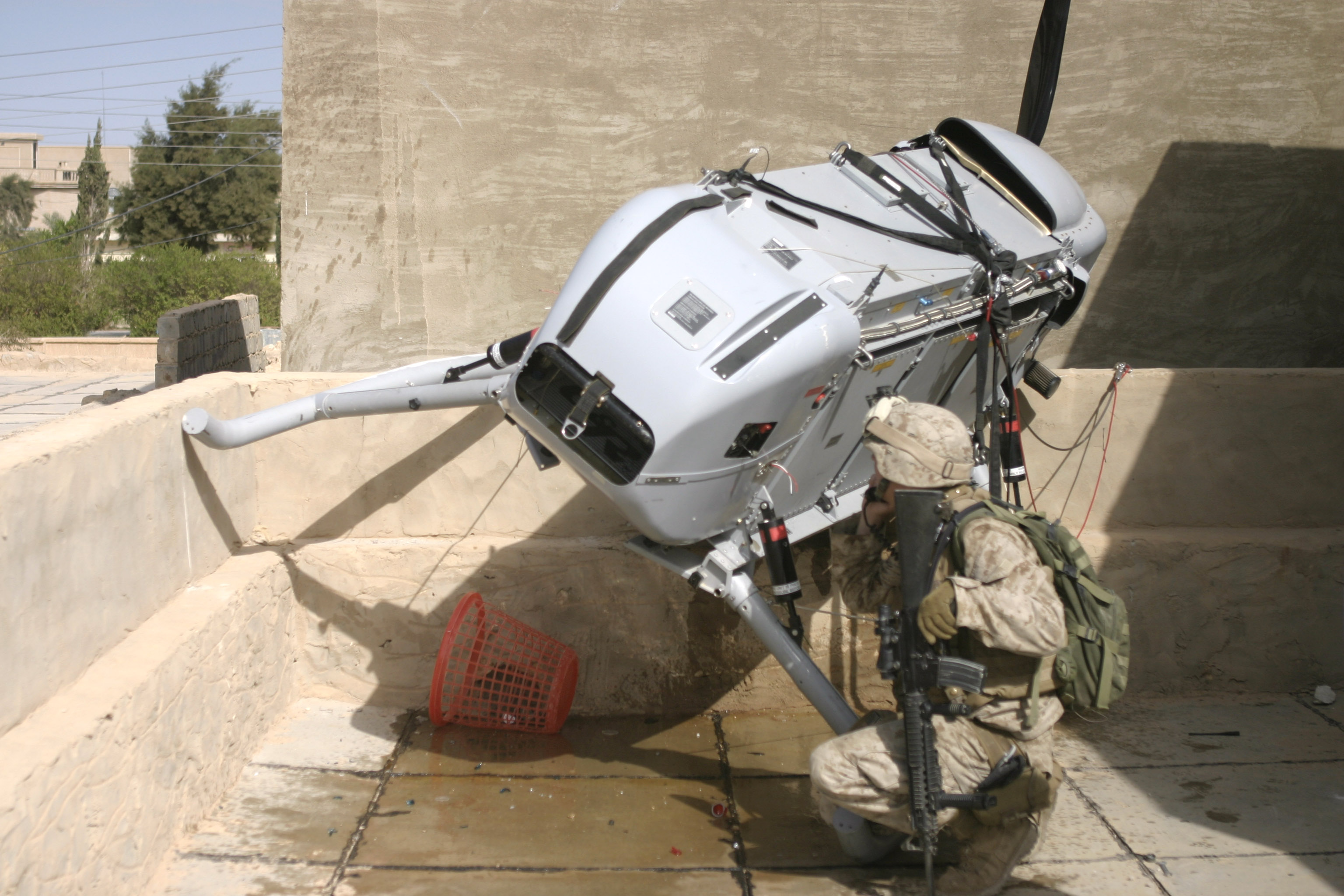
建物の屋上に不時着したCQ-10A
イラクのアンバール県ハディーサにて
（2006年11月3日の撮影）

しかし、パラフォイル式で飛行するため、地形や風の影響を受けやすく、任意の場所に物資を投下することが難しかった。GPS制御パラフォイルは従来のパラシュートでの投下に比べれば落着地点を狭い範囲に抑えることができ、受け取る側は風に流されて広範囲に散らばる（もしくは、自分たちの近くに落ちてこない）補給物資を集めるために奔走する必要はなくなったが、実用面からは更に一段高い投下精度が必要とされた。また、着陸時もしくは上空より投下する場合において、貨物モジュールに加わる衝撃は少なくないため、衝撃に弱い精密機器の輸送に難があった。
この問題の解決のため、CQ-10Aにパラフォイルに替わり回転翼を装備し、パラフォイル式からオートジャイロ式に機構を変更したCQ-10Bが開発された。A型では着陸地点の周囲に最低300メートルほどの平坦な場所が必要だったが、B型では垂直着陸が可能になり、その必要はなくなった。滞空能力は最大24時間、航続距離は最大150km（93マイル）で、1,088 kg（2400 ld）を運ぶことができ、事前に指定された地点の30 m（100フィート）上空からほぼ垂直に着陸できる他、着陸せず低空を通過して投下する場合でもより低い高度から投下することができるようになり、貨物モジュールに加わる衝撃を小さく抑えることができるようになったため、精密機器の輸送にも適した機体となった。
CQ-10はアメリカ軍のほかカナダ軍でも2007年から評価試験が行われている。

## バリエーション
CQ-10A
基本型。パラフォイルで飛行する。
CQ-10B
発展型。ローターブレードを持つオートジャイロとなった。

## スペック
- 全長：2.90m (9ft 6in)
- 重量：

満載 635kg (1400 lb)
空虚 270 kg (600 lb)
- 最大積載量：272kg (600lb)
- エンジン：Rotax 914 ピストンエンジン 1基

出力 81kW(110 hp)
- 巡航速度：60mph
- 航続距離：300km (160nm)(34kg(75lb)のペイロード搭載時)
- 実用最大高度：5,500m (18000ft)
- 最大到達高度：7,600m